# San Sebastián (Puerto Rico)
San Sebastián és un municipi de Puerto Rico localitzat al nord-oest, a l'interior muntanyós de l'illa, també conegut amb el noms de San Sebastián del Pepino i cuna de la hamaca. Limita al Nord amb els municipis d'Isabela i Quebradillas, al Est amb Lares, al sud amb Las Marías i a l'oest amb Moca i Añasco. El nom originari de San Sebastian de las Vegas del Pepino podria al·ludir a la seva localització en les planes al·luvials dels rius Culebrinas i Guatemala així com als mogotes (elevació del terreny, prominent i aïllada, també anomenats cogombres) que abunden a la regió. L'any 1869, el govern espanyol va autoritzar el canvi de nom a Sant Sebastià.
El municipi està dividit en 24 barris: Pueblo, Aibonito, Alto Sano, Bahomamey, Calabazas, Cibao, Cidral, Culebrinas, Eneas, Guacio, Guajataca, Guatemala, Hato Arriba, Hoya Mala, Juncal, Magos, Mirabales, Perchas Uno, Perchas Dos, Piedras Blancas, Pozas, Robles, Salto i Sonador.